# تفشي حمى الضنك في باكستان 2006
تفشي حمى الضنك في باكستان 2006 كان في ذلك الوقت هو الأسوأ على الإطلاق في باكستان. كان هناك 1931 حالة مؤكدة مختبريًا و41 حالة وفاة مؤكدة وفقًا لمكتب منظمة الصحة العالمية الإقليمي لشرق المتوسط. وتفيد مصادر أخرى أن عدد الوفيات بلغ 52 شخص.
منذ عام 2006 تشير الدراسات إلى أن حمى الضنك آخذة في الارتفاع في باكستان. يلاحظ على مدار العام ويبلغ ذروته في موسم ما بعد الرياح الموسمية. تم الاستشهاد بالعديد من العوامل، بما في ذلك زيادة في ناقلات البعوض الرئيسية زاعجة مصرية وزاعجة منقطة بالأبيض. ومع ذلك في عام 2006 قد يكون هناك عامل إضافي يتمثل في الافتقار إلى معايير إدارة المرضى نظرًا لأن حمى الضنك كانت تمثل تحديًا جديدًا نسبيًا للصحة العامة للبلد.